# 塞雷斯特
塞雷斯特（法語：Ceyreste，法語發音：[seʁɛst]）是法国普罗旺斯-阿尔卑斯-蓝色海岸大区罗讷河口省的一个市镇，属于马赛区。

## 地理
塞雷斯特（43°12'49"N, 5°37'47"E）面积22.61 平方千米，位于法国普罗旺斯-阿尔卑斯-蓝色海岸大区罗讷河口省，该省份为法国东南部沿海省份，北起沃克吕兹省，西接加尔省，南濒地中海，东临瓦尔省。
与塞雷斯特接壤的市镇（或旧市镇、城区）包括：卡西、拉西奥塔、罗克福尔-拉贝杜勒、拉卡迪耶尔达聚尔。

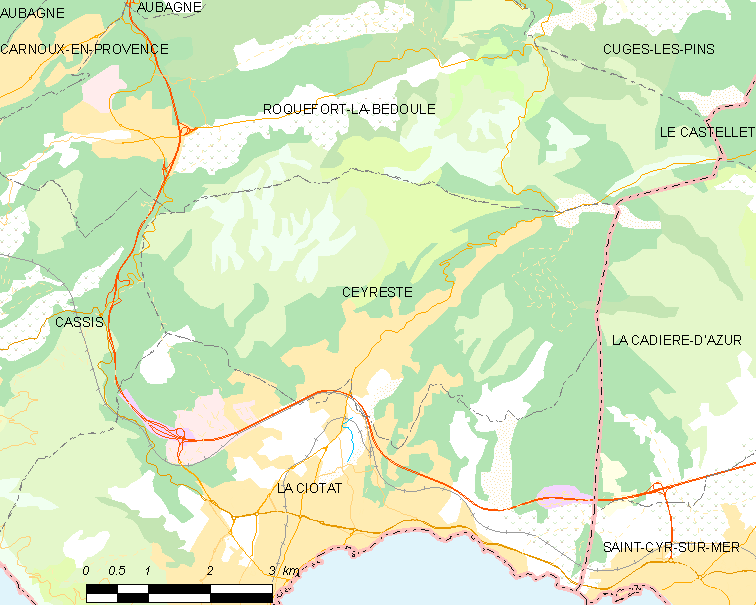
塞雷斯特的OSM定位图

塞雷斯特的时区为UTC+01:00、UTC+02:00（夏令时）。

## 行政
塞雷斯特的邮政编码为13600，INSEE市镇编码为13023。

## 政治
塞雷斯特所属的省级选区为拉西奥塔县。

## 人口

1962-2008年间塞雷斯特人口变化图示

塞雷斯特于2022年1月1日时的人口数量为4847人。